# Puppet on a String
Chansons représentant le Royaume-Uni au Concours Eurovision de la chanson
A Man Without Love
(1966) Congratulations
(1968)
Chansons ayant remporté le Concours Eurovision de la chanson
 Merci, Chérie
(1966)  La, la, la
(1968)
Puppet on a String (littéralement « Marionnette sur un fil ») est la chanson gagnante du Concours Eurovision de la chanson 1967, interprétée par la chanteuse anglaise Sandie Shaw. Ce fut la première victoire du Royaume-Uni à l'Eurovision.
Sandie Shaw en a enregistré une version francophone sous le titre Un tout petit pantin ainsi qu'en allemand sous le titre de Wiedehopf im Mai (litt. « Huppe en mai »), en espagnol sous le titre de Marionetas en la cuerda (litt. « Marionnettes sur la corde ») et en italien sous le titre de La danza delle note (litt. « La Danse des notes »).

## À l'Eurovision
La chanson est intégralement interprétée en anglais, langue nationale du pays représenté, comme l'imposait encore la règle entre 1966 et 1973. L'orchestre est dirigé par Kenny Woodman.
Il s'agit de la onzième chanson interprétée lors de la soirée, après Ik heb zorgen de Louis Neefs qui représentait la Belgique et avant Hablemos del amor de Raphael qui représentait l'Espagne. À l'issue du vote, elle a obtenu 47 points, se classant 1re sur 17 chansons,.

## Classements
| Classement (1967)                                                   | Meilleure position |
| ------------------------------------------------------------------- | ------------------ |
| Allemagne (Media Control AG)                                        | 1                  |
| Allemagne (Media Control AG) Wiedehopf in Mai (version en allemand) | 36                 |
| Autriche (Ö3 Austria Top 40)                                        | 1                  |
| Belgique (Flandre Ultratop 50 Singles)                              | 1                  |
| Belgique (Wallonie Ultratop 50 Singles)                             | 1                  |
| Danemark (Top 20)                                                   | 2                  |
| France (IFOP)                                                       | 2                  |
| France (IFOP) Un tout petit pantin (version en français)            | 3                  |
| Norvège (VG-lista)                                                  | 1                  |
| Pays-Bas (Nederlandse Top 40)                                       | 1                  |
| Pays-Bas (Single Top 100)                                           | 1                  |
| Royaume-Uni (UK Singles Chart)                                      | 1                  |

| Classement (1967)             | Meilleure position |
| ----------------------------- | ------------------ |
| Autriche (Der Musikmarkt)     | 1                  |
| Belgique (Flandre Ultratop)   | 5                  |
| Pays-Bas (Nederlandse Top 40) | 19                 |

## Reprises
La chanson fut reprise dans plus de 200 versions dans plus de 30 langues.
- Basque : Irune et Andoni Argoitia - Txoriburuak[18]
- Français : Les Parisiennes - Un tout petit pantin (1967)[19], également reprise par la nouvelle formation du groupe (Arielle Dombasle, Mareva Galanter, Inna Modja et Helena Noguerra)
- Islandais : Helena Eyjólfsdóttir - Þú kyssir mig[20]

## Dans la culture
Sauf indication contraire ou complémentaire, les informations mentionnées dans cette section proviennent du générique de fin de l'œuvre audiovisuelle présentée ici.
- Bande originale du long métrage Belle-maman de Gabriel Aghion sorti en 1999
- Interprétée[Par qui ?] dans le film Last Night in Soho sorti en 2021